# تیم ملی فوتبال زیر ۱۷ سال شیلی
تیم ملی فوتبال زیر ۱۷ سال شیلی (انگلیسی: Chile national under-17 football team) نماینده این کشور در مسابقات بین‌المللی فوتبال مختص این رده سنی است. 
این تیم تحت نظر فدراسیون فوتبال شیلی فعال است و در مسابقات جام جهانی فوتبال زیر ۱۷ سال به نمایندگی از شیلی شرکت می‌کند.